# ŠK Draga Rijeka
ŠK Draga Rijeka – chorwacki klub szachowy z siedzibą w Rijece, trzykrotny mistrz kraju kobiet.

## Historia
Klub został założony w 1995 roku. W 2006 roku zespół zdobył wicemistrzostwo Chorwacji kobiet, ulegając jedynie Luciji Rijeka. W kolejnym sezonie klub zdobył mistrzostwo kraju. W latach 2012–2014 i 2017–2018 ŠK Draga kończył rozgrywki na trzecim miejscu. W sezonie 2019 klub zdobył tytuł mistrzowski. W sezonach 2021 i 2022 Draga ponownie zajęła trzecie miejsce w rozgrywkach. 
Zawodniczkami klubu były m.in. Irina Bulmaga, Sandra Đukić, Borka Frančišković, Walentina Gołubienko, Iulia-Ionela Ionicǎ, Adriana Nikołowa, Tatjana Szadrina, Laura Unuk i Irina Wasiljewicz.